# Mpigi
Mpigi is de hoofdplaats van het district Mpigi in Centraal-Oeganda.
Mpigi telde in 2002 bij de volkstelling 10.217 inwoners.